# Zrození národa
Zrození národa (anglicky The Birth of a Nation) je americký němý film, natočen byl v roce 1915 režisérem D. W. Griffithem.
Děj filmu vychází z knih Thomase Dixona a odehrává se před americkou občanskou válkou, během ní i po jejím konci.
První polovina filmu začíná před občanskou válkou, vysvětluje, jak na území Spojených států vzniklo otroctví, a líčí dějiny otrokářství před vypuknutím občanské války.
Film dále vypráví příběh dvou rodin, jedné z amerického Jihu (Cameronovi), druhé ze Severu (Stonemanovi), vzájemné lásce dcer a synů těchto rodin. Důležitým momentem je konec války a poválečná rekonstrukce Jihu, kterou film líčí jako pomstu Severu. Na otroky a jejich abolicionistické podporovatele film pohlíží jako na destruktivní síly. Moc na Jihu získávají dokonce i černoši, propuštění otroci. I řada lidí ze Severu, včetně mladého Stonemana či některých bývalých vojáků Unie, s tímto stavem nesouhlasí a jsou jim bližší trpící bělošští Jižané.
Ku Klux Klan je ve filmu líčen jako organizace, která dokázala na americkém Jihu zabezpečit pořádek a spravedlnost.
Jméno Zrození národa má vyjadřovat, že až do občanské války vystupovaly různé americké státy víceméně samostatně, teprve po konci války lze mluvit o jednotném americkém národu.
Film si získal řadu příznivců i odpůrců. Stal se nejúspěšnějším snímkem své doby, ale byly proti němu i protesty ze strany Národní asociace pro povznesení barevného obyvatelstva. Griffith později na kritiku odpověděl svým dalším, ještě ambicióznějším snímkem Intolerance (1916).
Čeští diváci mohli Zrození národa spatřit třikrát: nejprve v kinech v říjnu 1919 (tedy  až po skončení první světové války), v říjnu 1995 je vysílala Česká televize a v únoru 2023 opět vstoupilo na plátna kin.  